# Bagnisiopsis coptidis
Bagnisiopsis coptidis är en svampart som beskrevs av Tochinai & Yamagiwa 1934. Bagnisiopsis coptidis ingår i släktet Bagnisiopsis och familjen Phyllachoraceae.   Inga underarter finns listade i Catalogue of Life.